# Limbi britonice

Comunitățile vorbitoare de limbi britonice în jurul secolului al VI-lea

Limbile britonice celtice, sau mai simplu limbile britonice (galeză ieithoedd Brythonaidd/Prydeinig; cornică yethow brythonek/predennek; bretonă yezhoù predenek) este una dintre cele două familii de limbi celtice singulare, cealaltă fiind cea goidelică.